# ベレン宮殿

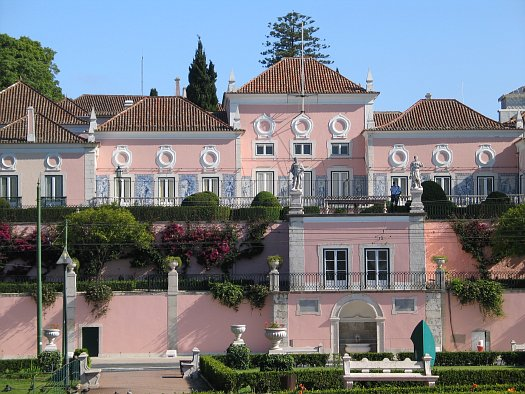
ベレン宮殿のファサード

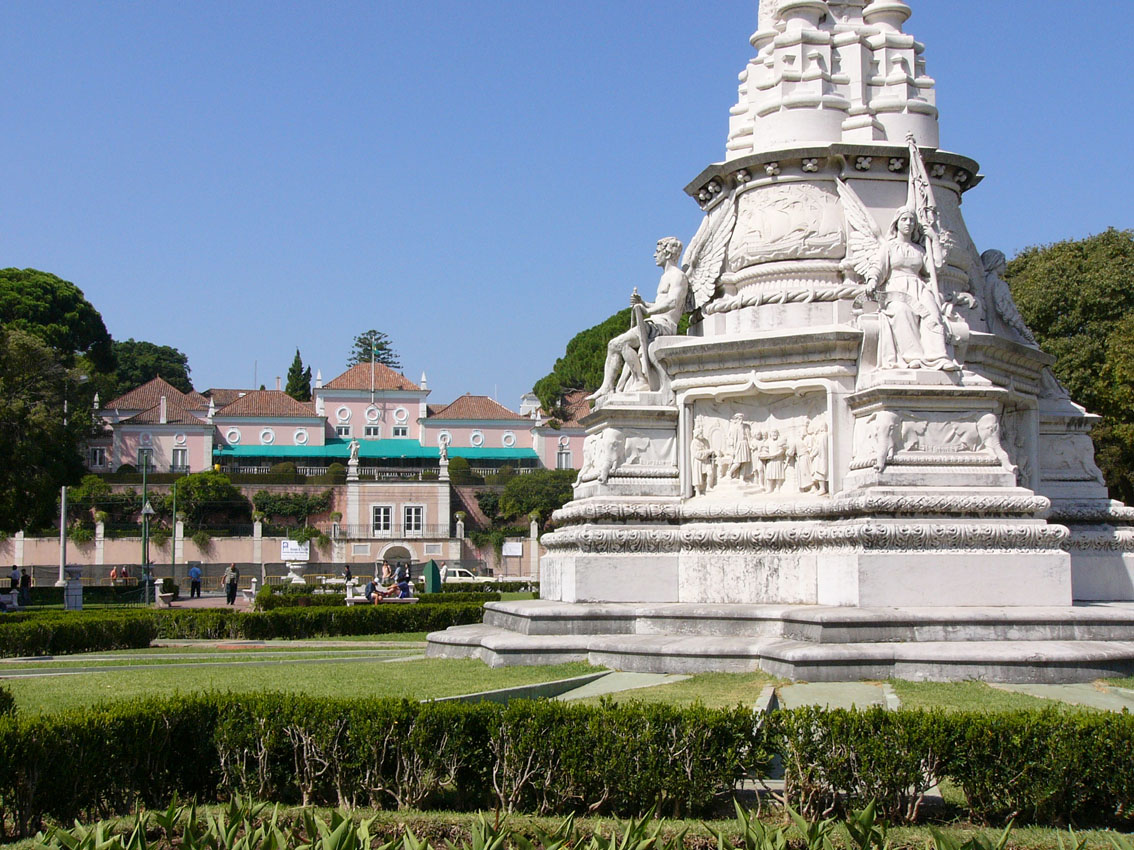
アフォンソ・デ・アルブケルケ記念碑と宮殿

ベレン宮殿（ポルトガル語: Palácio Nacional de Belém）は、ポルトガル・リスボンにある宮殿で、現在は大統領公邸である。ベレンとはポルトガル語でベツレヘムの意味。テージョ川にほど近く、多くの観光客が訪れる。17世紀から18世紀にかけ、貴族の多くがリスボン郊外に建てた別邸の一つで、のち王宮となった。
宮殿の前身は、16世紀の貴族により、壮麗なジェロニモス修道院の近くであるテージョ河岸の丘に建てられた。17世紀に宮殿はアヴェイラス伯の所有となり、宮殿の正面玄関を構成する5棟の建物は17世紀半ばからあり、眺めを楽しむテラスがしつらえられた。
18世紀初頭、ジョアン5世が宮殿を購入し、増築して内装を一新した。1755年のリスボン地震で影響を受けず、マリア1世時代にはアフリカの動物を集め小さな動物園が作られた（現存せず）。また、ジャコモ・アッツォリーニによるネオクラシカル様式の新しい馬場が作られた。
庭園と宮殿の内装は、18世紀から19世紀にかけてのものである。この時代、ベレン宮殿は王宮としてケルス宮殿や近郊のアジュダ宮殿とともに王族が住んだ。時には迎賓館ともなった。
1912年、共和制が樹立すると、大統領が短期間だが居住した。1970年代の大統領アントニオ・エアネスは宮殿に住んだ。マリオ・ソアレスとジョルジェ・サンパイオの2人は希に仕事場として利用するだけで、普段は自宅に住んでいた。宮殿正面の広場は「アフォンソ・デ・アルブケルケ広場」の名がついており、宮殿を最も良く眺められる。この広場は1753年に建てられた当時、船着き場であった。1807年、マリア1世とジョアン王子（のちのジョアン6世）一家が、半島戦争に介入したナポレオン軍による占領から逃れるため、この船着き場からリオデジャネイロへ向け亡命した。